# Aktieselsskabet Det østbornholmske Dampskibsselskabet
Het Aktieselsskabet Det østbornholmske Dampskibsselskabet werd opgericht op 4 april 1876 te Nexø, met O. E. S. Hansen als directeur.
Het eerste schip was de Erna (NQRF) die echter pas in het jaar erop in de vaart werd genomen.
De Erna was een schroefstoomboot met 60 pk. Het werd in 1877 door scheepsbouwer Kockums Mekaniske Verkstads A/B uit Malmö afgeleverd voor een bedrag van 167.000,- DKK.
Terwijl Aktieselsskabet Dampskibsselskabet paa Bornholm af 1866 voor de overvaarten tussen Rønne en Kopenhagen zorgde, verzorgde de rederij uit Nexø voornamelijk veerdiensten tussen Oost-Bornholm en Noord-Bornholm.
Toen in 1978 de staat de rederijen overnam (via DSB) werd de veerverbinding naar Kopenhagen verzorgd door Bornholmstrafikken A/S.

## Overzicht van alle schepen van de rederij
| Roepletters | Naam             | Bouwjaar | In dienst | Uit dienst |
| ----------- | ---------------- | -------- | --------- | ---------- |
| NQRF        | S/S Erna         | 1877     | 1877      | 1897       |
| NVSF        | S/S Jarl         | 1885     | 1885      | 1890       |
| NDJS        | S/S M. Davidsen  | 1891     | 1891      | 1919       |
| NKQT        | S/S Hammershus   | 1899     | 1899      | 1929       |
| NFHV        | S/S Østbornholm  | 1924     | 1924      | 1938       |
| NHJL        | S/S Nordbornholm | 1929     | 1929      | 1938       |
| OYYJ        | S/S Carl         | 1884     | 1938      | 1947       |
| OZAV        | M/S Nordbornholm | 1939     | 1939      | 1960       |
| OZBR        | M/S Østbornholm  | 1939     | 1939      | 1952       |
| OYYE        | M/S Østbornholm  | 1954     | 1954      | 1964       |
| OZRV        | M/S Østbornholm  | 1966     | 1966      | 1979       |
| OZST        | M/S Nordbornholm | 1966     | 1966      | 1969       |

A.P. Møller - Mærsk · Ace link · AlsFærgen · BornholmerFærgen · Bornholms Færgen af 1962 · Bornholmstrafikken · Canal Tours · Centrumlinjen · Christiansøfarten · C.K. Hansen · Clipper Group · Dampskibsselskabet Norden · Dampskibsselskabet paa Bornholm af 1866 · Dampskibsselskabet Thingvalla · Dampskibsselskabet Torm · Dampskibsselskabet Øresund · Danish Cruise Line · Dannebrog Rederi · Det Dansk-Franske Dampskibsselskab · Det Østbornholmske Dampskibsselskab · DFDS · FanøFærgen · Færgen · Færgeselskabet Læsø K/S · Peter F. Heering/Cherry Heering Line · Hjejleselskabet · J. Lauritzen · Kattegat-ruten · Københavns Kul & Koks Kompagni · LangelandsFærgen · Maersk Line · Maersk Tankers · Mols-Linien · Moltzau Line · Netto-Bådene · Randers Fjords Færgefart · Royal Arctic Line · SamsøFærgen · Samsø Rederi · Scandlines · Ove Skou Rederi · Sundbusserne · Svitzer · Det Østasiatiske Kompagni (Ø.K.) · Viking Baadene 